# Relais & Châteaux
Relais & Châteaux ist eine Vereinigung von Luxushotels und Restaurants. 2015 hatte die Gruppe 530 Mitglieder in 64 Ländern auf allen fünf Kontinenten mit insgesamt 12.600 Zimmern. Die Vereinigung selbst erzielte durch Reservierungen 2015 laut eigenen Angaben einen Umsatz von 96 Mio. Euro, die Hotels der Vereinigung erzielten zusammen 2014 einen Jahresumsatz von rund 1,7 Mrd. Euro bei 1,8 Mio. Gästen.
Relais & Châteaux wurde 1954 in Frankreich gegründet und hat präzise formulierte Aufnahmebedingungen. Die meisten Mitgliedsbetriebe befinden sich in historischen Schlössern, Gütern oder Stadtresidenzen und betreiben Gourmetrestaurants. Neben Hotels mit Restaurants werden auch reine Restaurants (Relais & Châteaux Grand Chefs) in die Kooperation aufgenommen. Die Küchenchefs der Relais & Châteaux Grand Chefs haben meist zwei oder mehr Sterne im Guide Michelin.
Der Wahlspruch von Relais & Châteaux waren „die fünf C“: Caractère, Courtoisie, Calme, Charme und Cuisine (Charakter, Freundlichkeit, Ruhe, Charme und Küche).

## Aufnahme und Mitgliedschaft

### Aufnahmekriterien
Aus dem Katalog der Kette heißt es zu den Aufnahmekriterien:
1. Das Haus des Bewerbers muss mindestens ein Jahr Geschäftstätigkeit unter dem gleichen Inhaber-Betreiber und/oder dem gleichen Direktor oder dem gleichen Verantwortlichen des Hauses nachweisen können. Falls jedoch ein Bewerber alle Kriterien für die Aufnahme in die Vereinigung erfüllt, kann der Verwaltungsrat über eine Aufnahme entscheiden, sobald das Haus während eines Zeitraums geöffnet ist, der es ermöglicht, die erforderlichen Qualitätsinspektionen durchzuführen.
2. Der Bewerber muss die Qualitätscharta der Vereinigung annehmen und sich dabei insbesondere zu den grundlegenden Werten der Vereinigung sowie zur Seele und zum Geist von Relais & Châteaux bekennen.
3. Der Bewerber darf keiner konkurrierenden Marketingorganisation und/oder Hotelkette angehören bzw. muss alle Anbindungen an diese Organisationen oder Ketten abbrechen, sobald das Haus in Relais & Châteaux aufgenommen worden ist.[2]

### Aufnahme-, Mitglieds- und sonstige Beiträge
Die Abrechnung der Aufnahme-, Mitgliedsbeiträge und sonstiger Kosten erfolgt mithilfe eines Punktesystems. Ein Punkt entspricht dabei derzeit etwa 73 €.
Die folgende Aufstellung der Kosten ist einer Aufnahmebroschüre von Relais & Châteaux entnommen und bezieht sich auf ein Hotel mittlerer Größe:
- Betriebe müssen als Erstes eine Bewerbungsgebühr von 25 Punkten entrichten – das entspricht somit ca. 1.820 €.
- Daraufhin ist eine Aufnahmegebühr von 140 Punkten plus 25,14 Punkten (entspricht ca. 12.020 €) zu zahlen.
- Der globale Mitgliedsbeitrag beträgt derzeit 108 Punkte als Basiswert plus 4 Punkte pro Zimmer und 6 Punkte pro Suite. Bei einem mittelgroßen Hotel wären das ca. 17.600 €.
- Zusätzlich fällt ein Delegationsbeitrag von 10 % des jährlichen Mitgliedsbeitrags an; das entspricht nach diesem Beispiel etwa 1.760 €.
- Für die Teilnahme an der jährlichen Mitgliederversammlung wird ein Pflichtbetrag von 14 Punkten, also etwa 1.020 € eingehoben.
- Außerdem heißt es in der Broschüre: "Jedes Jahr werden die einzelnen Hotelier-Mitglieder der Vereinigung aufgefordert, sich an der Finanzierung des Medienplans zu beteiligen."

Alles in allem kommt ein Hotel im ersten Jahr der Mitgliedschaft auf einen Betrag von 34.220 € (plus die Finanzierung des Medienplans). Dazu kommen außerdem noch Reservierungsprovisionen, die sich zwischen vier und sieben Prozent bewegen.

## Krise
Aufgrund hoher Gebühren und anderem gäbe es laut einem Bericht des Falstaff-Magazins aus 2015 einen Mitgliederschwund.

## D-A-CH-Region
2022 hatte die Hotelkooperation 14 Mitglieder in der Schweiz, 19 in Deutschland und 9 in Österreich.